# Drużynowe Mistrzostwa Świata w Chodzie Sportowym 2018
2. IAAF Drużynowe Mistrzostwa Świata w Chodzie Sportowym (ang. 2018 IAAF World Race Walking Team Championships) – zawody lekkoatletyczne w chodzie sportowym, które odbyły się w chińskim Taicang w dniach 5–6 maja 2018 roku.
Decyzję o powierzeniu chińskiemu miastu organizacji zawodów podjęła Rada IAAF podczas 207. posiedzenia tej organizacji 30 listopada 2016 roku w Monako. Pierwotnym gospodarzem zawodów miało być rosyjskie Czeboksary, jednakże jesienią 2015 roku, w związku ze skandalem dopingowym w Rosji, IAAF zawiesił w prawach członka Wszechrosyjską Federację Lekkiej Atletyki. Na mocy tej decyzji Rosja straciła m.in. prawo do organizacji mistrzostw świata juniorów oraz pierwszych dwóch edycji drużynowego czempionatu w chodzie. Na początku września 2016 roku IAAF rozpoczął procedurę wyboru nowego gospodarza zawodów. Chęć zorganizowania imprezy wyraziło 6 krajowych związków lekkoatletycznych: Ekwador (Guayaquil), Meksyk (Monterrey), Ukraina (Kijów), Japonia (Tokio), Tunezja (Hammamet) oraz Chiny (Taicang), jednak tylko chińskie miasto wystosowało oficjalną kandydaturę.

## Rezultaty

### Mężczyźni
|                           | 1. miejsce                                                  | Rezultat     | 2. miejsce                                                     | Rezultat   | 3. miejsce                                             | Rezultat     |
| Chód na 10 km (juniorzy)  | Zhang Yao                                                   | 40:07 WJL PB | Wang Zhaozhao                                                  | 40:12 PB   | José Eduardo Ortiz                                     | 40:17 NJR PB |
| Chód na 10 km (drużynowo) | Chiny · Zhang Yao · Wang Zhaozhao                           | 3 pkt.       | Japonia · Shō Sakazaki · Hiroto Jūsho                          | 14 pkt.    | Australia · Kyle Swan · Declan Tingay                  | 24 pkt.      |
| Chód na 20 km             | Kōki Ikeda                                                  | 1:21:13      | Wang Kaihua                                                    | 1:21:22    | Massimo Stano                                          | 1:21:33      |
| Chód na 20 km (drużynowo) | Japonia · Kōki Ikeda · Toshikazu Yamanishi · Isamu Fujisawa | 12 pkt.      | Włochy · Massimo Stano · Francesco Fortunato · Giorgio Rubino  | 29 pkt.    | Chiny · Wang Kaihua · Jin Xiangqian · Niu Wenchao      | 42 pkt.      |
| Chód na 50 km             | Hirooki Arai                                                | 3:44:25 SB   | Hayato Katsuki                                                 | 3:44:31 PB | Satoshi Mauro                                          | 3:44:52 SB   |
| Chód na 50 km (drużynowo) | Japonia · Hirooki Arai · Hayato Katsuki · Satoshi Mauro     | 10 pkt.      | Ukraina · Marjan Zakalnycki · Iwan Banzeruk · Wałerij Litaniuk | 29 pkt.    | Polska · Rafał Augustyn · Rafał Sikora · Adrian Błocki | 37 pkt.      |

### Kobiety
|                           | 1. miejsce                                     | Rezultat   | 2. miejsce                                                           | Rezultat   | 3. miejsce                                                           | Rezultat   |
| Chód na 10 km (juniorki)  | Alegna González                                | 45:08 AJR  | Glenda Morejón                                                       | 45:13      | Nanako Fujii                                                         | 45:29 PB   |
| Chód na 10 km (drużynowo) | Chiny · Li Wenxiu · Ma Li                      | 10 pkt.    | Ekwador · Glenda Morejón · Paula Milena Torres                       | 13 pkt.    | Turcja · Meryem Bekmez · Ayşe Tekdal                                 | 25 pkt.    |
| Chód na 20 km             | María Guadalupe González                       | 1:26:38 SB | Qieyang Shenjie                                                      | 1:27:06 SB | Yang Jiayu                                                           | 1:27:22 SB |
| Chód na 20 km (drużynowo) | Chiny · Qieyang Shenjie · Yang Jiayu · Wang Na | 17 pkt.    | Włochy · Eleonora Giorgi · Valentina Trapletti · Antonella Palmisano | 38 pkt.    | Hiszpania · María Pérez García · Laura García-Caro · Raquel González | 40 pkt.    |
| Chód na 50 km             | Liang Rui                                      | 4:04:36 WR | Yin Hang                                                             | 4:09:09 SB | Claire Tallent                                                       | 4:09:33 AR |
| Chód na 50 km (drużynowo) | Chiny · Liang Rui · Yin Hang · Ma Faying       | 8 pkt.     | Ekwador · Paola Viviana Pérez · Johana Ordóñez · Magaly Bonilla      | 21 pkt.    | Ukraina · Chrystyna Judkina · Wasyłyna Witowszczyk · Alina Cwilij    | 40 pkt.    |

## Wyniki reprezentantów Polski

### Mężczyźni
- chód na 10 km (juniorzy): 12. Łukasz Niedziałek – 41:53
- chód na 20 km: 43. Artur Brzozowski – 1:28:11, 48. Dawid Tomala – 1:29:04
- chód na 50 km: 7. Rafał Augustyn – 3:48:22, 11. Rafał Sikora – 3:49:54, 19. Adrian Błocki – 3:54:31
- chód na 50 km (drużynowo):  Polska (Rafał Augustyn, Rafał Sikora, Adrian Błocki) – 37 pkt.[a]

### Kobiety
- chód na 20 km: 41. Katarzyna Zdziebło – 1:34:18